# Ecatepec de Morelos
Ecatepec de Morelos est une municipalité mexicaine de l'État de Mexico, située dans la zone métropolitaine de la vallée de Mexico.

## Géographie
La municipalité se situe dans l'est de l'État de Mexico et est limitrophe de la ville de Mexico.

## Toponymie
On trouve aussi parfois pour la ville d’autres appellations comme Ecatepec Morelos, Ecatepec de Morelos, Morelos, San Cristóbal, San Cristóbal Ecatepec[réf. nécessaire].

## Politique et administration
La municipalité est dirigée par un président municipal (qui remplit le rôle d'un maire) et vingt-deux conseillers élus. Indalecio Ríos Velázquez, du Parti révolutionnaire institutionnel, est président pour la période 2015-2018.

## Démographie
Avec une population de 1 677 678 habitants en 2010, Ecatepec de Morelos est la plus peuplée des municipalités de son État et l'une des dix plus peuplées du Mexique.

## Jumelages
- Caracas (Venezuela)